# Antoinette Riklin-Schelbert
Antoinette Riklin-Schelbert (* 29. März 1920 in Zürich; † 12. April 2015 ebenda) war eine Schweizer Gold- und Silberschmiedin.

## Leben
Antoinette Riklin-Schelbert wurde von 1939 bis 1944 an der Kunstgewerbeschule Zürich ausgebildet, wo sie die Metallklasse bei Johannes Itten besuchte. 1946 eröffnete sie ihr eigenes Atelier in Zürich. Ihr frühes Werk war durch Max Bill geprägt. Später wendete sie sich experimentellen Schmuckstücken zu, die aus unedlen Materialien, wie sie in der Industrie verwendet wurden, entstanden. Sie beteiligte sich an internationalen Ausstellungen in Tokio und Paris. Ausserdem engagierte sich Riklin-Schelbert im World Crafts Council, einer Vereinigung zur Förderung des Kunsthandwerks, und verfasste Bücher über die Geschichte der Schmuckkunst in der Schweiz.

## Publikationen
- Schmuckzeichen Schweiz 20. Jahrhundert. Verlagsgemeinschaft St.Gallen, 1999.
- Vom Wert des Machens. Niggli, 2004.
- Vom Wert des Machens – die Schmuckgestalterin und ihr Werkzeug. Sulgen 2004, ISBN 3-7212-0524-3.
- Schmuck, Objekte: 1946–1989. Antoinette Riklin-Schelbert. Poesie: Ingrid Isermann. 1989. Schweizerische Nationalbibliothek
- Schmuck, Objekte: 1989–1994. Antoinette Riklin-Schelbert. Poesie: Ingrid Isermann. Text: Willy Rotzler. 1994. Schweizerische Nationalbibliothek